# IEEE Systems Journal
IEEE Systems Journal is een internationaal, aan collegiale toetsing onderworpen wetenschappelijk tijdschrift op het gebied van de informatiesystemen, elektrotechniek, operationeel onderzoek en telecommunicatie. De naam wordt in literatuurverwijzingen meestal afgekort tot IEEE Syst. J. Het wordt uitgegeven door het Institute of Electrical and Electronics Engineers. De hoofdredacteur is Mo Jamshidi (University of Texas).